# 이웃집 토토로 (노래)
〈이웃집 토토로〉(となりのトトロ 토나리노토토로[*])는 이노우에 아즈미의 싱글이다. 타이틀 곡은 1988년에 개봉한 스튜디오 지브리의 애니메이션 영화 《となりのトトロ / 이웃집 토토로》(이하, ‘이웃집 토토로’)의 닫는 곡이다.

## 싱글
영화 개봉되기 전년인 1987년 10월 25일에 이미지 송으로 발매됐으며 1988년 3월 25일에 토쿠마 재팬 커뮤니케이션즈(당시는, 토쿠마 재팬)에서 편곡되어 영화 주제가로 발매됐다.
1988년판의 싱글 B 사이드에는 《이웃집 토토로》의 여는 곡으로 제작된 〈さんぽ / 산책〉(이하, ‘산책’)가 수록되어 있다. 두 곡 모두 이노우에 아즈미의 대표곡이다.
〈산책〉은 본래 애니메이션 음악이지만 동료로 분류되기도 하며 동요를 모은 CD나 카세트에는 반드시라고 할 정도로 커버곡들이 수록되기도 했다. 오늘날에는 유치원 등의 놀이곡의 기본이 되고 있다.
1987년, 1988년에 발매된 싱글 및 미니 음반은 아니메주 레코드 레이블에서, 2000년 이후의 재발매 CD 싱글은 스튜디오 지브리 레코드와 발매 레코드 회사는 같지만 다른 레이블에서 나오고 있다.

### 수록 내용
| #  | 제목                               | 재생 시간 |
| -- | ---------------------------------- | --------- |
| 1. | 〈となりのトトロ / 이웃집 토토로〉 |           |
| 2. | 〈君をのせて / 너를 태우고〉       |           |

| #  | 제목                               | 작사            | 작곡                            | 재생 시간 |
| -- | ---------------------------------- | --------------- | ------------------------------- | --------- |
| 1. | 〈となりのトトロ / 이웃집 토토로〉 | 미야자키 하야오 | 히사이시 조 (편곡: 히사이시 조) |           |
| 2. | 〈さんぽ / 산책〉                  | 나카가와 리에코 | 히사이시 조 (편곡: 히사이시 조) |           |

| #  | 제목                                    | 재생 시간 |
| -- | --------------------------------------- | --------- |
| 1. | 〈となりのトトロ / 이웃집 토토로〉      |           |
| 2. | 〈さんぽ / 산책〉                       |           |
| 3. | 〈となりのトトロ〉 (カラオケバージョン) |           |
| 4. | 〈일본어: さんぽ〉 (カラオケバージョン) |           |

### 자켓
- 1988년 레코드 싱글과 1987년 레코드 싱글, 1988년의 CD 싱글, 후에 재발매된 CD 싱글과는 자켓 그림이 다르다.
- 1988년 발매된 레코드 싱글은 큰토토로가 고양이 버스에 탄 곳을 사츠키와 메이가 보고 있는 곳이 그려져 있다(미야자키 하야오의 일러스트). 사운드트랙집, 후술의 미니 음반도 같은 일러스트의 자켓이 사용되고 있다.
- 그 이외의 싱글에서는 버스 정류장에서 사츠키가 큰 토토로와 버스를 기다리고 있는 장면(애니메이션판)이다. 이미지 송 모음집도 같은 일러스트의 자켓이 사용되고 있다.

## 미니 음반
1988년 8월 25일에 4곡이 들어있는 8cm 미니 음반도 발매되고 있다. (품번: 15ATC-170)
| #  | 제목                                  | 노래                 | 재생 시간 |
| -- | ------------------------------------- | -------------------- | --------- |
| 1. | 〈さんぽ / 산책〉                     |                      |           |
| 2. | 〈風のとおり道 / 바람이 지나가는 길〉 | 스기나미 아동 합창단 |           |
| 3. | 〈まいご / 미아〉                     |                      |           |
| 4. | 〈となりのトトロ / 이웃집 토토로〉    |                      |           |

## 버전의 차이
〈산책〉은 영화나 사운드 트랙 모음집에서는 이노우에만 부르고 있다. 사운드 트랙 모음집에서는 이노우에와 스기나미 아동 합창단이 부르고 있는 버전은 합창이라고 나타나있다. 싱글 레코드 및 CD 싱글에서도 이노우에와 스기나미 아동 합창단이 부르고 있다. 그저, 사운드 트랙 모음집의 합창과 싱글반에서는 편곡이 다르며 사운드 트랙 모음집에서는 타케이치 마사히사가 담당하고 있다. 또, 리믹스도 되어 있다. 싱글반에서는 작곡가이기도 하는 히사이시 조가 편곡을 하고 있다. 이노우에 솔로 버전과는 인트로의 수초간이 심벌즈이기도 하며 엔딩에 차이가 있는 것 외에 이노우에 솔로 버전과 거의 같다. 2003년에는 이노우에 자신의 재녹음판 〈이웃집 토토로〉와 〈산책〉이 《スタジオジブリ作品名曲集 井上あずみセルフカバーアルバム「君をのせて〜はるか〜」 / 스튜디오 지브리 작품 명곡집 이노우에 아즈미 셀프 커버 앨범 ‘너를 태우고 ~아득히 먼~’》에 수록됐다.
또한, 영화에서 흘러나온 같은 버전이라고 소위 말하는 영화 사이즈 버전은 레코드나 CD에는 수록되어 있지 않다.

## 에피소드
- 토토로 토토로 토토로 토토로 부분의 코러스는 이노우에의 매니저나 믹서 등 당시 레코딩에 관계된 스태프이다[1].
- 히사이지가 〈산책〉의 데모를 만들었을 때, 인트로에 백파이프의 음색을 사용하려고 하는 중에 미야자키가 이를 마음에 들어했기 때문에 곡 전체에 사용됐다[2].
- 〈산책〉은 2009년 보육사 시험 과제곡에서 다루어졌다[3].

## 커버

### 이웃집 토토로
| 음악가                                    | 수록 음반 |
| ----------------------------------------- | --- |
| 야마노 사토코                             | 일본 컬럼비아판 커버 |
| 카노 유키노                               | |
| 칸자키 유코                               | |
| 고토 쿄카                                 | |
| 아키야마 카즈                             | こどものうた / 어린이 노래 시리즈 (닛폰 크라운) |
| 카미야마 준이치 J PROJECT                 | ほーら泣きやんだ!ゆっくりおやすみ編〜となりのトトロ・いつも何度でも〜 자~, 울음을 그쳤다! 천천히 잘 자라편 ~이웃집 토토로 · 언제까지나 몇번이라도            |
| 신일본 필하모니 교향악단                  | オーケストラストーリーズ となりのトトロ 오케스트라 스토리즈 이웃집 토토로                                                                                    |
| Mucco                                     | うたって!おどって!!アニメキッズパラパラ 노래하라! 춤춰라!! 애니메키즈 파라파라                                                                               |
| 쿠키타 카오루                             | ジブリ・ザ・クラシックス 지브리 더 클래식스 |
| Happy Synthesizer                         | キラキラジブリ 반짝반짝 지브리 |
| DAISHI DANCE                              | the ジブリ set the 지브리 set |
| AUN J-클래식 오케스트라                   | 和楽器でジブリ!! 화악기로 지브리!! |
| 스코트 머피                               | Guilty Pleasures 3 |
| 타카시마 치사코                           | 高嶋ちさ子/クロスオーバーセレクション〜高嶋ちさ子が提案するヒーリングミュージック〜 타카시마 치사코/크로스오버 셀렉션 ~타카시마 치사코가 제안하는 힐링 뮤직~ |
| 오쿠도 토모히사                           | ピアノによる珠玉のアニメ映画主題歌集「いつも何度でも/もののけ姫」 피아노에 의한 주옥의 애니메이션 영화 주제가집 ‘ 언제나 몇번이라도/모노노케히메’            |
| 쿠리코더 카르테                           | ウクレレ・ジブリ 우클레레 지브리 |
| 아라이 히로키 feat.sayurina               | ハイテンションジブリ 하이텐션 지브리 |
| 나카츠카 타케시 with 토키 아사코          | ジブリ meets Bossa Nova 지브리 meets Bossa Nova |
| 피아니카 마에다 (피아노 연주)             | ピアニカで聴くスタジオジブリ作品集 피아니카로 듣는 스튜디오 지브리 작품집                                                                                    |
| 오모타니 세이지 슬랙 · 키 · 기타 · 앙상블 | スタジオジブリ作品集〜スラック・キー・ ギターで聴くスタジオジブリの世界 스튜디오 지브리 작품집~ 슬랙 · 키 · 기타로 듣는 스튜디오 지브리의 세계               |
| 오타케 에이지                             | ジブリ・ザ・ハーモニカ 지브리 더 하모니카 |
| 야마히라 켄지, 호소카와 케이이치          | 二胡・中国伝統楽器で聴くスタジオジブリ作品集ベスト・セレクション 이호 · 중국 전통 악기로 듣는 스튜디오 지브리 작품집 베스트 셀렉션                           |
| 해피 싱어즈                               | 大村典子ハッピーコーラス Vol.3 はれやかパフォーマンス! 오무라 노리코 해피 코러스 Vol.3 화려한 퍼포먼스!                                                      |
| 모모이 하루코                             | ファミソン8BIT STAGE2 패미송 8BIT STAGE2 |
| MUH~                                      | まぁまぁまぁ、 그저 그래 그저, |
| 소녀자십이악방                            | J12 小女子十二楽坊 J12 소녀자십이악방 |
| 뮌헨 소세지 올스타즈                      | ジャパンク・ロック Vol.2 재팬 록 Vol.2 |
| Imaginary Flying Machines                 | Princess Ghibli |
| Imaginary Flying Machines                 | Princess Ghibli II (리믹스 버전) |
| 히사이시 조                               | Melodyphony |

### 산책
| 음악가                                        | 수록 음반 |
| --------------------------------------------- | --- |
| 야마노 사토코, 스기나미 아동 합창단           | 일본 컬럼비아판 커버 |
| 시오리, 고지, 다츠지                          | 어린이 방송《フックブックロー / 훅북로》 |
| 제이, 부루부루, 키위                          | 예능 방송 《코레난데쇼카이 / 이거 뭡니까》 |
| 민들레 아동 합창단                            | |
| 칸자키 유코, 붉은 구도 주니어 코러스 시니어대 | |
| 냔타푸                                        | |
| 아키야마 카즈                                 | こどものうた어린이 노래 시리즈 (닛폰 크라운) |
| NHK 도쿄 아동 합창단                          | ブンブンブンハチがとぶ 붕붕붕 벌이 난다 |
| 신일본 필하모니 교향악단                      | オーケストラストーリーズ となりのトトロ 오케스트라 스토리즈 이웃집 토토로                                                                         |
| HALFBY                                        | キラキラジブリ 반짝반짝 지브리 |
| AUN J-클래식 오케스트라                       | 和楽器でジブリ!! 화악기로 지브리!! |
| 오쿠도 토모히사                               | ピアノによる珠玉のアニメ映画主題歌集「いつも何度でも/もののけ姫」 피아노에 의한 주옥의 애니메이션 영화 주제가집 ‘ 언제나 몇번이라도/모노노케히메’ |
| 하지메니 키요시                               | ウクレレ・ジブリ 우클레레 지브리 |
| 피아니카 마에다 (피아노 연주)                 | ピアニカで聴くスタジオジブリ作品集 →피아니카로 듣는 스튜디오 지브리 작품집                                                                        |
| 하야시바라 메구미                             | 林原めぐみ たのしいどうよう 하이바라 메구미 즐거운 동요                                                                                           |
| 오하시 노조미                                 | ノンちゃん雲に乗る 논짱 구름을 타다 |
| 오모타니 세이지 슬랙 · 키 · 기타 · 앙상블     | スタジオジブリ作品集〜スラック・キー・ ギターで聴くスタジオジブリの世界 스튜디오 지브리 작품집~ 슬랙 · 키 · 기타로 듣는 스튜디오 지브리의 세계    |
| 보이스랜드 키즈, 켄트 데리코트                | ハッピー・チャイルド!英語でうたおう 해피 차일드! 영어로 노래하자                                                                                  |
| 유키 사오리, 야스다 사치코                    | 歌・うた・唄 VOL.8〜名画座・にっぽん 歌 · 노래 · 唄 VOL.8~명화좌 · 일본                                                                           |
| 소녀자십이악방                                | J12 小女子十二楽坊 J12 소녀자십이악방 |
| 토이 돌즈                                     | The Toy Dolls in Solitary Confinement (보너스 트랙으로 수록)                                                                                      |
| romi                                          | あのうた2 저 노래 2 |
| 츠지 노조미                                   | みんなハッピー!ママのうた 모두 해피! 엄마의 노래                                                                                                  |
| M-Swift feat.Metis                            | ジブリ meets Lovers Reggae 지브리 meets Lovers Reggae                                                                                             |
| 타카츠키 야요이(니고 마야코)                  | THE IDOLM@STER MASTER ARTIST 2 -FIRST SEASON- 09 高槻やよい THE IDOLM@STER MASTER ARTIST 2 -FIRST SEASON- 09 타카츠키 야요이                      |
| Imaginary Flying Machines                     | Princess Ghibli |
| 미야마 히로시                                 | ミヤマDEアニメ ～三山ひろしが歌う、国民的アニメソング～ 미야마RO 애니메이션 ~미야마 히로시가 부르는, 국민적인 애니메이션 음악~                    |
| 타케나카 에리                                 | 記憶の森のジブリ 기억의 숲의 지브리 |
| 키구루미                                      | キグルミのこどものうた 키구루미의 어린이 노래 |

### 메들리
- Fran (“이웃집 토토로”로 ‘산책’, ‘바람이 지나가는 길’, ‘고양이 버스’, ‘이웃집 토토로’의 4곡 메들리 연주, 《スタジオジブリ名曲集〜君をのせて〜 / 스튜디오 지브리 명곡집 ~너를 태우고~》에 수록)

### 내용주
1. ↑  商会는 상회라는 뜻이다

### 참조주
1. ↑  2013년 9월 21일에 방송된 NHK-FM방송 “アニソン・アカデミー / 애니송 아카데미”에서의 이노우에가 말함.
2. ↑  “ロマンアルバム となりのトトロ / 로망 앨범 이웃집 토토로” 1988년, 토쿠마 쇼텐
3. ↑  “さんぽ(斉唱：楽譜：オリジナル伴奏A)※2009年保育士試験課題曲” [산책(제창 : 악보 : 오리지널 반주 A) ※2009년 보육사 시헌 과제곡]. 《音楽専門館》 (일본어). 2017년 12월 24일에 원본 문서에서 보존된 문서. 2017년 12월 23일에 확인함.